# Денніс Ендрас
Денніс Ендрас (нім. Dennis Endras; 14 липня 1985, м. Імменштадт-ім-Альгой, Німеччина) — німецький хокеїст, воротар. Виступає за «Адлер Мангейм» (Німецька хокейна ліга).

## Кар'єра
Перші кроки на льоду, Денніс почав робити в рідному клубі ЕХК «Зонтгофен», де він пройшов через всі вікові групи команди. У 2002 році разом зі своїм братом Патріком, виводить клуб до Регіональної ліги. Стає воротарем №1, змінивши воротаря Удо Дьолера в клубі ЕХК «Байройт». Аугсбург Пантерс після цього сезону, запропонував йому укласти контракт.
16 листопада 2004 року в Аугсбурзі відбувся його дебют у Німецькій хокейній лізі, 3421 глядачів стали свідками, як Денніс Ендрас парирував кожний постріл гравців «Ганновер Скорпіонс», провівши матч на нуль. Сезон 2005/06 років Ендрас виступав за ХК «Ландсберг» в 2.Бундеслізі, значно покращив становище клубу в лізі (свій перший матч за команду він також провів на нуль). В сезоні 2005/06 років у DEL проти діючого чемпіона Німеччини Айсберен Берлін, він пропустив шість шайб. В сезоні 2006/07 років, він підписав річний контракт з «Франкфурт Лайонс». У наступному сезоні Денніс виступає в 2.Бундеслізі за  ХК «Ландсберг», провів 29 матчів, пропускаючи в середньому 2,88 гола за гру та ЕВ «Равенсбург» — 20 матчів, пропускаючи в середньому 3,04 гола за гру.
У січні 2008 року 22-річний прийняв пропозицію «Аугсбург Пантерс» і з вересня 2008 року стає воротарем команди. На початку літа 2010 року підписак угоду на два роки з «Міннесотою Вайлд» (НХЛ), в сезоні 2010/11 перебував в оренді «Аугсбург Пантерс». На початку сезону 2011/12 виступає за фарм-клуб «Міннесоти», «Г'юстон Аерос» в Американській хокейній лізі, звідти також на правах оренди переходить до фінського клубу ГІФК. З сезону 2012/13 виступає за «Адлер Мангейм».

## Кар'єра (збірна)
Ендрас постійно грає в складі національної збірної, зокрема на Кубку Німеччини в 2008 році та на чемпіонатах світу в 2009, 2010, 2011, 2012 та 2013 роках.

## Нагороди та досягнення
- 2009 Новачок року Німецької хокейної ліги.
- 2010 Найцінніший гравець чемпіонату світу.
- 2010 Найкращий воротар чемпіонату світу.
- 2010 Увійшов до команди All-Star чемпіонату світу.
- 2012 Увійшов до команди All-Star Кубка Шпенглера.
- 2015 Чемпіон Німеччини у складі «Адлер Мангейм».